# Dielektrik
Dielektrik ili izolator (eng. dielectric, nem. Isolator) je materija ili medij koji ne provodi električnu struju, to jest vakuum i materija koja sadrži zanemariv broj slobodnih elektrona i jona koji se mogu kretati pod uticajem spoljašnjeg električnog polja, odnosno svaka materija kojoj je električna otpornost veća od 108 Ωm. Električna otpornost jantara veća je od 1016 Ωm, a parafina, sumpora i stakla veća od 1014 Ωm.
Istraživanje dielektričnih svojstava odnosi se na skladištenje i disipaciju električne i magnetne energije u materijalima. Dielektrici su važni za objašnjavanje raznih fenomena u elektronici, optici, fizici čvrstog stanja, i ćelijskoj biofizici.

## Terminologija
Mada termin izolator podrazumeva nisku električnu provodljivost, dielektrik tipično predstavlja materijale sa visokom polarizabilnošću. Kasnija veličina se izražava kao relativna permitivnost. Termin izolator se generalno koristi za ukazivanje na električnu opstrukciju, dok se termin dielektrik koristi za označavanje kapaciteta skladištenja energije u materijalu (putem polarizacije). Uobičajeni primer dielektrika je električno izolacioni materijal između metalnih ploča kondenzatora. Polarizacija dielektrika primenjenim električnim poljem povećava površinski naboj kondenzatora za datu jačinu električnog polja.
Termin dielektrik je skovao Vilijam Vivel (od dia- + electric) u responsu na zahtev Majkla Faradeja. Perfektni dielektrik je materijal sa nultom električnom provodljivošću (cf. perfektni provodnik beskonačne električne provodnosti), koji stoga ispoljava samo struju pomaka; stoga skladišti i vraća električnu energiju kao da je idealan kondenzator.

## Električna susceptibilnost
Električna susceptibilnost χe dielečnog materijala izražava koliko lako se on može polarizovati u responsu na električno polje. Ovo svojstvo određuje električnu permitivnost materijala i stoga utiče na mnoge druge fenomene u tom medijumu, od kapacitivnosti kondenzatora do brzine svetlosti.
Ona je definisana kao konstanta proporcionalnosti (koja može da bude tenzor) kojom se povezuje električno polje E sa indukovanom dielektričnom polarizacionom gustinom P, tako da je
{\displaystyle \mathbf {P} =\varepsilon _{0}\chi _{e}\mathbf {E} ,}
gde je ε0 električna permitivnost slobodnog prostora.
Susceptibilnost medijuma je povezana sa njegovom relativnom permitivnošću εr sa
{\displaystyle \chi _{e}\ =\varepsilon _{r}-1.}
U slučaju vakuuma je,
{\displaystyle \chi _{e}\ =0.}
Električni pomak D je povezan sa polarizacionom gustinom P izrazom
{\displaystyle \mathbf {D} \ =\ \varepsilon _{0}\mathbf {E} +\mathbf {P} \ =\ \varepsilon _{0}\left(1+\chi _{e}\right)\mathbf {E} \ =\ \varepsilon _{0}\varepsilon _{r}\mathbf {E} .}

### Disperzija i kauzalnost
U opštem slučaju, materijal se ne može momentalno polarizovati u responsu na primenjeno polje. Generalnija formulacija kao funkcija vremena je
{\displaystyle \mathbf {P} (t)=\varepsilon _{0}\int _{-\infty }^{t}\chi _{e}\left(t-t'\right)\mathbf {E} \left(t'\right)\,dt'.}
Drugim rečima, polarizacija je konvolucija električnog polja u ranijem vremenu sa vremenski zavisnom susceptibilnošću datom sa . Gornji limit ovog integrala se isto tako može produžiti do beskonačnosti ako se definiše χe(Δt) = 0 za Δt < 0. Trenutni respons korespondira Dirakovoj delta funkciji susceptibilnosti χe(Δt) = χeδ(Δt).
U linearnom sistemu je zgodnije da se primeni Furijeova transformacija i ova relacija napiše kao funkcija frekvencije. Usled konvolucione teoreme, integral postaje jednostavni proizvod,
{\displaystyle \mathbf {P} (\omega )=\varepsilon _{0}\chi _{e}(\omega )\mathbf {E} (\omega ).}
Potrebno je uočiti jednostavnu frekvencionu zavisnost susceptibilnosti, ili ekvivalentno permitivnosti. Oblik susceptibilnosti u kontekstu frekvencije karakteriše svojstvo disperzije materijala.
Činjenica da polarizacija može jedino da zavisi od električnog polja iz ranijeg vremena (i.e., χe(Δt) = 0 za Δt < 0), kao posledica kauzalnosti, nameće Krejmers–Kronigova ograničenja na realne i imaginarne delove susceptibilnosti χe(ω).

## Svojstva dielektričnih materijala
Svojstva dielektričnih materijala opisuju, osim električne otpornosti, još i dielektrična permitivnost, površinska električna otpornost, dielektrična čvrstoća, dielektrični gubitci, polarizacija i drugo.

### Površinska električna otpornost
Površinska električna otpornost čvrstih dielektrika zavisi od relativne vlažnosti okoline, čistoće i poliranosti površine, poroznosti i polarizovanosti, a površinska električna otpornost tečnih dielektrika zavisi od sadržaja i količine nečistoća, temperature, jačine električnog polja i tako dalje.

### Dielektrična čvrstoća
Dielektrična čvrstoća pokazuje izdržljivost dielektrika na povećanje jačine električnog polja. Kada jačina električnog polja naraste do određene vrednosti, zbog zagrevanja ili hemijskih promena izazvanih električnim poljem, dolazi do električnog proboja. Posledice električnog proboja zavise od agregatnog stanja dielektrika, to jest gasoviti i tečni dielektrici se regenerišu, a čvrsti se ne regenerišu. Što je sloj izolatora (dielektrika) između ploča tanji, to je njegova dielektrična čvrstoća veća, to jest on može izdržati više kilovolta po milimetru. Tako na primer sloj porculana debljine 1 mm probije se kod jačine polja od 25 kV/mm, a sloj debljine 10 mm kod 20 kV/mm.

### Dielektrični gubici
Dielektrični gubitci električne energije nastaju u dielektricima zbog električne provodljivosti, jonizacije, polarizacije, nehomogenosti i drugo. U dielektrične gubitke zbog polarizacije pripadaju i rezonantni gubitci koji nastaju pri određenim frekvencijama promenljivoga spoljašnjeg električnog polja.

### Polarizacija dielektrika
Polarizacija dielektrika ili dielektrična polarizacija je razmicanje pozitivnog i negativnog električnog naboja delova čestica koje čine dielektričnu materiju, to jest povećavanje električnog dipolnog momenta ili usmeravanje čestica (na primer polarnih molekula) u smeru spoljašnjeg električnog polja tako da se na međusobno suprotnim stranama tela pojavljuje jednaka količina električnog naboja suprotnog predznaka, to jest povećava se električna polarizacija. Polarizacija dielektrika zavisi od vrste dielektrika, jačine i brzine promjene spoljašnjeg električnog polja, temperature, kod gasovitih dielektrika i od pritiska. Na mikroskopskom nivou polarizacija može biti elektronska (sile spoljašnjeg električnog polja delujući u suprotnom smeru na elektrone i jezgra atoma malo pomaknu elektronske omotače tako da se jezgre atoma više ne nalaze u središtima atoma), orijentacijska (spoljašnje električno polje zakreće molekule, odnosno električne dipole) i jonska (pod delovanjem spoljašnjeg električnog polja pomiču se joni dielektrika).
Polarizaciju dielektrika otkrio je M. Faradej. Prema njegovom shvatanju svaki delić dielektrika u električnom polju polarizuje se u smeru polja, pa se kao konačan rezultat na suprotnim stranama tela stvara površinski elektricitet. Svaki je takav delić jedan električni dipol. Čim prestane delovati električno polje, većina dielektrikâ gubi polarizaciju, to jest postaje električno neutralna.
Električna influencija zbiva se i u električnom izolatoru koji se zove dielektrik. Ako se naelektrisanom elektroskopu približi izolator, listići elektroskopa će malo pasti, što se objašnjava električnom influencijom u dielektriku. Raznoimeni elektricitet bližeg kraja dielektrika privlači jedan deo električnog naboja koji se nalazi na elektroskopu, pa se naboj smanjuje na njegovim listićima. U dielektriku su svi elektroni nerazdvojno vezani s pozitivnim atomskim jezgrama, pa se u dielektricima pozitivni i negativni naboji mogu samo premeštati jedan prema drugome. Najjednostavniji oblik neutralnog molekula je dipol koji se sastoji od pozitivnog i negativnog naboja. Ako nema spoljašnjeg električnog polja, ti su dipoli porazbacani bilo kako. Međutim, kad se dielektrik nalazi u električnom polju, na primer između nabijenih ploča, dipoli se delomično poređaju u smeru toga polja, to jest pozitivni se naboji orijentišu prema jednom kraju tela, a negativni prema drugom. Dielektrik u kojem je izvršeno uređivanje dipola u smeru električnog polja zove se polarizovani dielektrik, a sam poređaj dipola u dielektriku zove se dielektrična polarizacija.

### Elektronska polarizacija
Elektronska polarizacija nastaje kad se pod uticajem električnog polja na dielektrik za malu udaljenost menja položaj elektrona uglavnom u spoljašnjim ljuskama elektronskih omotača svih molekula ili atoma (elektroni u dielektriku ne napuštaju svoje molekule ili atome sve dok električno polje ne postane toliko jako da dođe do proboja dielektrika) i svi molekuli ili atomi postaju dipoli orijentisani u smeru električnog polja.

### Jonska polarizacija
Jonska polarizacija nastaje delovanjem električnoga polja na jonske kristale. Pod uticajem električnoga polja joni se u dielektriku udaljavaju za male udaljenosti (pozitivni i negativni joni udaljavaju se u suprotnim smerovima) od svojih položaja u kristalnoj rešetci.

### Orijentaciona polarizacija
Orijentaciona polarizacija uglavnom nastaje kod gasovitih i tečnih dielektrika kad električno polje deluje na polarne molekule (molekule koji nisu električno neutralni, na primer voda) orijentišući ih u smeru polja. U čvrstim dielektricima polarni molekuli teže menjaju položaj jer su vezani za susedne molekule međumolekularnim silama.

### Spontana polarizacija
Spontana polarizacija pojavljuje se bez uticaja električnog polja kod tela načinjenih od dielektrične materije specifičnih svojstava (feroelektricitet).

## Literatura
- Jackson, John David (10. 8. 1998). Classical Electrodynamics (3 rd изд.). John Wiley & Sons. ISBN 978-0-471-30932-1.[мртва веза] 808 or 832 pages.
- Scaife, Brendan (3. 9. 1998). Principles of Dielectrics (Monographs on the Physics & Chemistry of Materials) (2 nd изд.). Oxford University Press. ISBN 978-0198565574.